# Earth System Knowledge Platform
Die Earth System Knowledge Platform (ESKP) oder auch Wissensplattform „Erde und Umwelt“ war ein Online-Medium der Wissenschaftskommunikation, die vom Forschungsbereich Erde und Umwelt der Helmholtz-Gemeinschaft Deutscher Forschungszentren von 2012 bis 2021 betrieben wurde. 2014 ging die Plattform mit ersten Beiträgen online.

## Überblick
Die Online-Plattform wurde von acht Helmholtz-Zentren getragen, dem Alfred-Wegener-Institut, Helmholtz-Zentrum für Polar- und Meeresforschung (AWI), dem Deutschen Zentrum für Luft und Raumfahrt (DLR), dem Forschungszentrum Jülich (FZJ), dem GEOMAR Helmholtz-Zentrum für Ozeanforschung Kiel, dem Helmholtz-Zentrum Potsdam – Deutsches GeoForschungsZentrum (GFZ), dem Helmholtz-Zentrum Hereon in Geesthacht, dem Karlsruher Institut für Technologie (KIT) sowie dem Helmholtz-Zentrum für Umweltforschung (UFZ). Ihre Aufgabe war es, aktuell über Wissensbestände aus dem Bereich Erde und Umwelt zu informieren sowie Grundlagenwissen zu kommunizieren.

## Einzelheiten
Im Einzelnen deckte die Plattform die Bereiche Naturgefahren, Klimawandel, Schadstoffe, Biodiversität sowie Energie und Umwelt an. Die Beiträge wurden entweder von Experten oder der Redaktion verfasst. Letztere befand sich am Helmholtz-Zentrum Potsdam – Deutsches GeoForschungsZentrum (GFZ). Zusätzlich zu den Wissensbeiträgen, die jeweils eine besondere Fragestellung vertieften, erschienen „Themenspezial“-Ausgaben, die jeweils einen Themenbereich aufgriffen und dazu einen Überblick gaben.
Insgesamt erschienen bis Projektende auf der Plattform über 770 Beiträge. Davon 161 in den Themenspezial-Ausgaben und über 100 zu Grundlagenwissen über das Erdsystem. Hinzu kommen 170 Einträge im plattformeigenen Lexikon. Am Schluss verzeichnete die Plattform über 91.000 Besuche/Monat (Stand: Januar 2021).

## Themenspezials
- Plastik in Gewässern: Wie Unser Handeln Meere verändert (2017): Theoretisch hätten auch Plastikmüll und dessen Fragmente das Potential, essentielle Prozesse des Erdsystems zu stören. Dann aber wird Plastik kaum noch aus der Umwelt zu entfernen sein.
- Metropolen unter Druck: So werden Städte zukunftsfähiger (2018): Der Druck in den Metropolen steigt, Wachstum umweltverträglicher zu gestalten und die Lebensqualität für die Menschen zu erhalten. Hierzu sind innovative Ansätze und neue Strategien gefragt, um Antworten auf die zentralen Fragen zu finden, die mit dem Boom der Städte verbunden sind.
- Rohstoffe in der Tiefsee: Metalle aus dem Meer für unsere Hight-Tech-Gesellschaft (2018) DOI:10.2312/eskp.2018.2: Die Erkundungen nach metallischen Rohstoffen in der Tiefsee sind voll im Gange. Der Run auf die Erkundungslizenzen hat bereits begonnen und die Unterwasserwelt wird nach und nach aufgeteilt, um den Tiefseebergbau voranzutreiben.
- Biodiversität im Meer und an Land: Vom Wert biologischer Vielfalt (2019) DOI:10.2312/eskp.2020.1: Die meisten dieser Ökosystemleistungen sind nicht vollständig ersetzbar, einige sogar unersetzlich. Schwindet die Biodiversität, sind auch diese wichtigen Ökosystemleistungen bedroht.
- Vulkanismus und Gesellschaft. Zwischen Risiko, Vorsorge und Faszination (2020) DOI:10.2312/eskp.2020.2: Es wird immer offensichtlicher, dass Naturkatastrophen vulkanischen Ursprungs nicht nur in der geologischen Geschichte der Erde oder in der Geschichte des Lebens, sondern auch in der Menschheitsgeschichte ihre Wirkung hinterlassen haben.